# Olene lanceolata
Olene lanceolata är en fjärilsart som beskrevs av Walker 1855. Olene lanceolata ingår i släktet Olene och familjen tofsspinnare. Inga underarter finns listade i Catalogue of Life.